# Sarax abbatei
Espèce
Synonymes
- Charinus abbatei Delle Cave, 1986

Sarax abbatei est une espèce d'amblypyges de la famille des Charinidae.

## Distribution
Cette espèce est endémique de la région du Gedo en Somalie. Elle se rencontre près de Bardera dans la grotte Showli Berdi.

## Description
La carapace de la femelle holotype décrite par Miranda, Giupponi, Prendini et Scharff en 2021 mesure 2,38 mm de long sur 3,33 mm.

## Systématique et taxinomie
Cette espèce a été décrite sous le protonyme Charinus abbatei par Delle Cave en 1986. Elle est placée dans le genre Sarax par Miranda, Giupponi, Prendini et Scharff en 2021.

## Étymologie
Cette espèce est nommée en l'honneur d'Ernesto Abbate.

## Publication originale
- Delle Cave, 1986 : « Biospeleology of the Somaliland Amblypygi (Arachnida, Chelicerata) of the caves of Showli Berdi and Mugdile (Bardera, Somaliland). » Redia, vol. 69, p. 143-170.